# گروه ۹ جدول تناوبی
| گروه → | 9      |
| ↓ دوره |        |
| ------ | ------ |
| ۵      | 27 Co  |
| ۵      | 45 Rh  |
| ۶      | 77 Ir  |
| ۷      | 109 Mt |

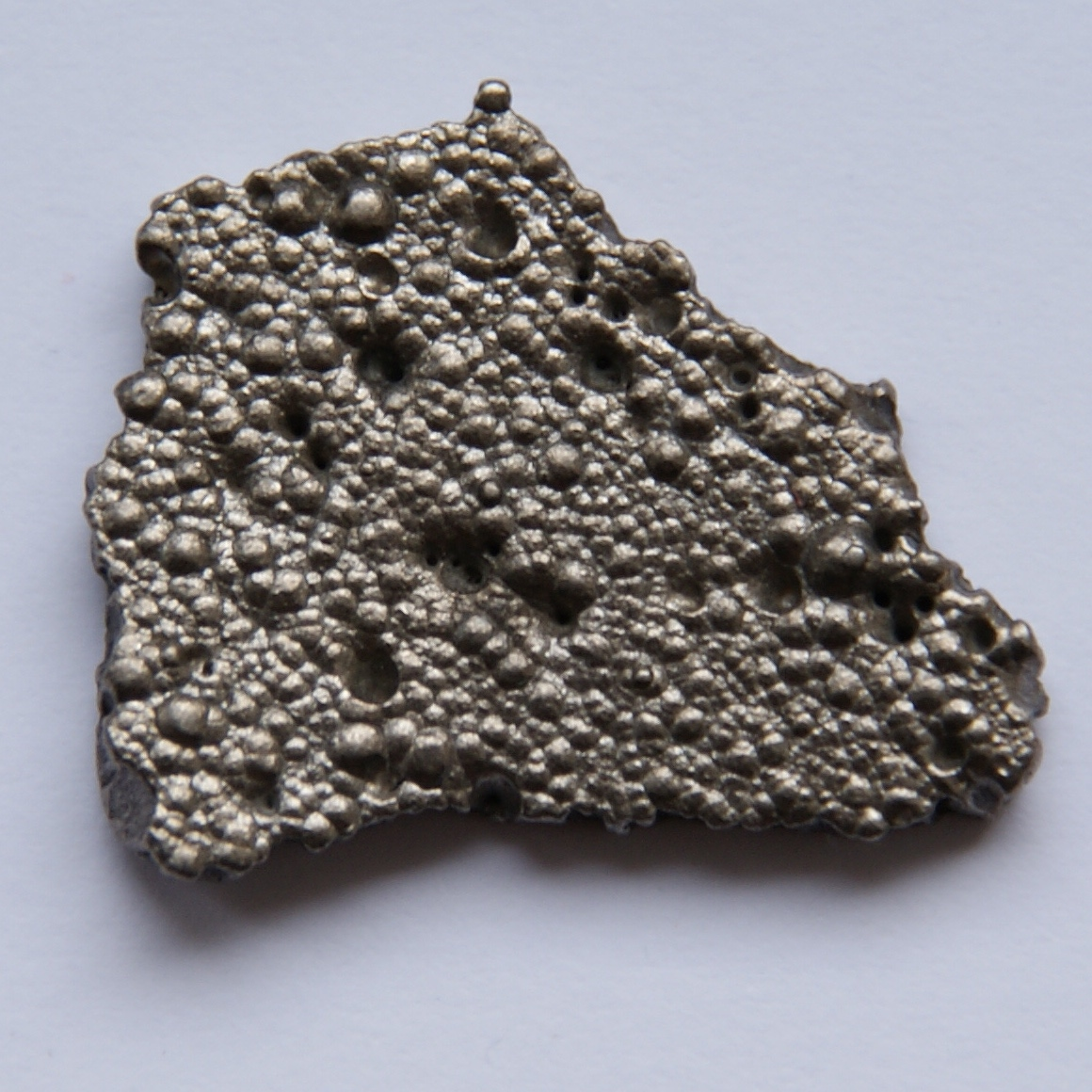
تصویری از کبالت co

یکعنصر گروه ۹ به یکی از عناصر گروه نهم جدول تناوبی عناصر گفته می‌شود که شامل کبالت (Co)، رودیوم (Rh)، ایریدیوم (Ir)، و ماینتریوم (Mt) است. و همه این عناصر جزو بلوک دی محسوب می‌شوند.